# ببر بالي
ببر بالي (بالإنجليزية: Bali tiger)‏ هو أصغر نويعات الببور، بحيث لا يتجاوز وزنه مائة كيلوغرام. كان هذه النويعة تعيش في جزيرة بالي في إندونيسيا. انقرضت في خمسينيات القرن العشرين.